# Merlisa George
Merlisa George (Isole Vergini Americane, 3 aprile 1981) è una modella portoricana, eletta Miss Isole Vergini Americane 2002.
Ha in seguito rappresentato proprio le Isole Vergini Americane a Miss Universo 2002, che si è tenuto il 29 maggio 2002 a San Juan, Porto Rico. Pur non riuscendo ad entrare nella rosa delle quindici finaliste del concorso di bellezza, la Casalduc ha vinto la fascia di Miss Congeniality. In seguitola George è rimasta attiva nell'organizzazione di Miss Isole Vergini Americane e nell'assegnazione di borse di studio alle partecipanti meno abbienti.